# ダンディ (小惑星)
ダンディ (11530 d'Indy) は小惑星帯に位置する小惑星。エリック・エルストがエルストがヨーロッパ南天天文台（ラ・シヤ）で発見した。
フランスの作曲家・音楽教師、ヴァンサン・ダンディにちなんで命名された。